# Stabia
Stabia (in latino Stabiae) è un'antica città, corrispondente all'attuale Castellammare di Stabia, la cui storia ha origine intorno all'VIII secolo a.C. per terminare simbolicamente nel 1086, quando in un documento compare per la prima volta il nome di Castrum ad Mare; venne distrutta insieme a Pompei ed Ercolano durante l'eruzione del Vesuvio del 79, anche se il ripopolamento avvenne immediatamente dopo, al contrario delle altre due città.
Stabia comprendeva un territorio chiamato ager stabianus, corrispondente agli odierni comuni di Castellammare di Stabia, Casola di Napoli, Gragnano, Lettere, Santa Maria la Carità e Sant'Antonio Abate.
Originariamente borgo fortificato, dopo la conquista di Lucio Cornelio Silla divenne luogo di villeggiatura per i patrizi romani, i quali costruirono principalmente ville d'otium, incentrate principalmente sulla collina di Varano. Nel territorio circostante sorgevano invece ville rustiche, adibite all'agricoltura.
Sulla spiaggia di Stabia, durante l'eruzione del Vesuvio, trovò la morte Plinio il Vecchio.

## Storia

### Origini
I popoli già residenti della piana del Sarno dal IX secolo a.C., come Opici prima e Osci poi, iniziarono a migrare nell'VIII secolo a.C. verso le coste; cominciò quindi il popolamento di quella zona che a partire dal III-II secolo a.C. avrebbe preso il nome di stabiano: la prima testimonianza di questa denominazione viene data da un'iscrizione in lingua osca, risalente proprio a tale periodo, ritrovata nei pressi di porta Stabia a Pompei, e che dovrebbe ricondurre al latino stabulum, che significa stalla, forse a rimando dell'attività agricola che si svolgeva nella zona.
Un insediamento stabile, con la costruzione di un vero e proprio villaggio, si ebbe nel VII secolo a.C., sul pianoro di Varano, una collina a picco sull'odierna Castellammare di Stabia, al confine con Gragnano, sia per la disponibilità di acqua, sia per la vicinanza con il mare: a conferma di questa ipotesi è il ritrovamento in una necropoli in località Madonna delle Grazie, utilizzata in questo periodo; inoltre resti di passaggi umani sono stati rinvenuti anche presso Pozzano, Quisisana, Fratte e monte Coppola.
Stabia, così come altre città vicine, risentì dell'influsso della cultura greca intorno al VI secolo a.C. quando divenne una sorta di emporion: ne sono conferma l'individuazione, durante studi stratigrafici a Villa San Marco, di ceramica greca, ma anche la stessa architettura delle case, che si avvicinava molto a quella ellenica, caratterizzata dalla mancanza di atrio; l'influsso greco tuttavia si pensa provenire maggiormente da Sorrento che da Pompei.
Il cambiamento delle rotte commerciali verso l'Etruria meridionale portò inevitabilmente Stabia a entrare nell'orbita etrusca: nelle necropoli sono state infatti ritrovate anfore e ceramiche di tipo etrusco-corinzio e cinque iscrizioni in lingua e alfabeto etruschi. È inoltre proprio sotto l'influenza etrusca che venne ridisegnata la fisionomia urbana del villaggio, acquisendone la tipica rete viaria regolare e diventando, oltre che un importante approdo marittimo, anche uno snodo viario verso Sorrento e Nuceria Alfaterna. Iniziò inoltre la costruzione di numerose fattorie sparse nella campagna circostante, in quella zona compresa tra i comuni di Santa Maria la Carità, Sant'Antonio Abate, Gragnano, Casola di Napoli e Lettere, che in seguito avrebbe preso il nome di Ager Stabianus.

### Periodo sannita

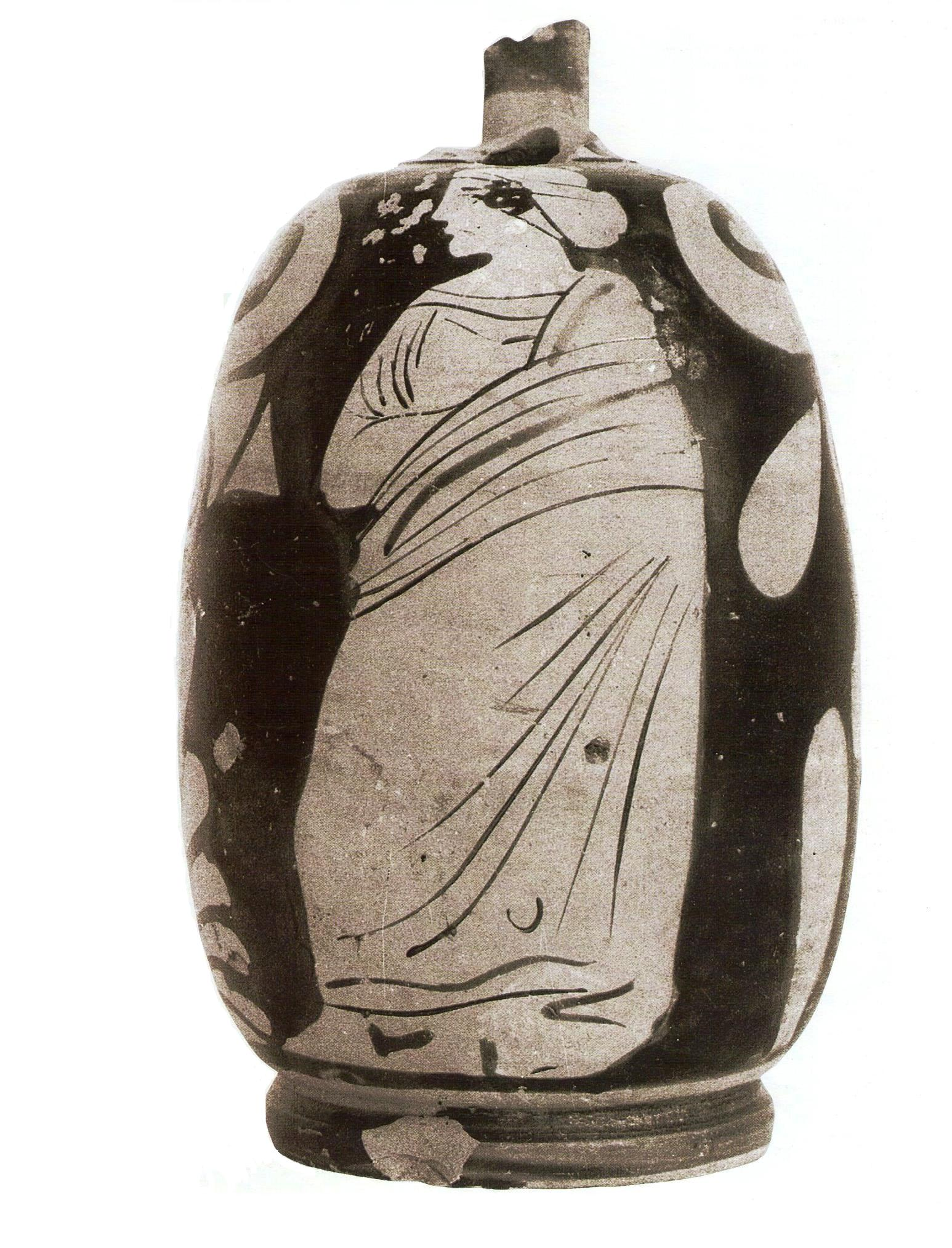
Lekythos ritrovato nel santuario di Privati

Con l'arrivo dei primi influssi sannitici, all'inizio del V secolo a.C., la città subì una brusca frenata sociale ed economica, in favore dello sviluppo della vicina Pompei, come dimostrato dalla quasi totale assenza di sepolture: tuttavia, quando nella metà del IV secolo a.C. l'impronta dei Sanniti divenne più marcata, Stabia iniziò una lenta ripresa, tant'è che bisognò costruire due nuove necropoli, una scoperta nel 1932 nei pressi del castello, l'altra a Scanzano; alzare mura di cinta ed edificare un santuario, dedicato probabilmente ad Atena, in località Privati.
Entrò quindi a far parte della confederazione nocerina, adottandone la struttura politica e amministrativa e diventando il suo porto militare, pur godendo però di una minore autonomia rispetto a Pompei, Ercolano e Sorrento; nel 308 a.C., dopo un lungo assedio, fu costretta alla capitolazione nelle guerre sannitiche contro i Romani.

### Periodo romano ed eruzione del Vesuvio del 79
Le prime testimonianze romane nel territorio stabiano sono da ricondursi alla scoperta di alcune monete di Roma ed Ebusus nel santuario di Privati, risalenti al III secolo a.C., probabilmente portate da mercanti. Durante le guerre puniche anche gli stabiani diedero il proprio contributo schierandosi al fianco dei Romani contro i Cartaginesi con alcuni giovani sulla flotta di Marco Claudio Marcello, come ricordato da Silio Italico che scriveva:
(Silio Italico)
Con lo scoppio della guerra sociale Stabia fu contro Roma aderendo alla Lega Italica: la reazione degli avversari portò alla totale distruzione dell'oppidum il 30 aprile dell'89 a.C. per mano di Lucio Cornelio Silla, sia per la posizione strategica del suo porto, sia per il timore che questa sarebbe potuta rifiorire prontamente, ma anche per una dimostrazione di forza del generale romano verso le altre città nemiche; anche Plinio il Vecchio ricorda l'evento nella Naturalis historia, scrivendo:
(Plinio il Vecchio)

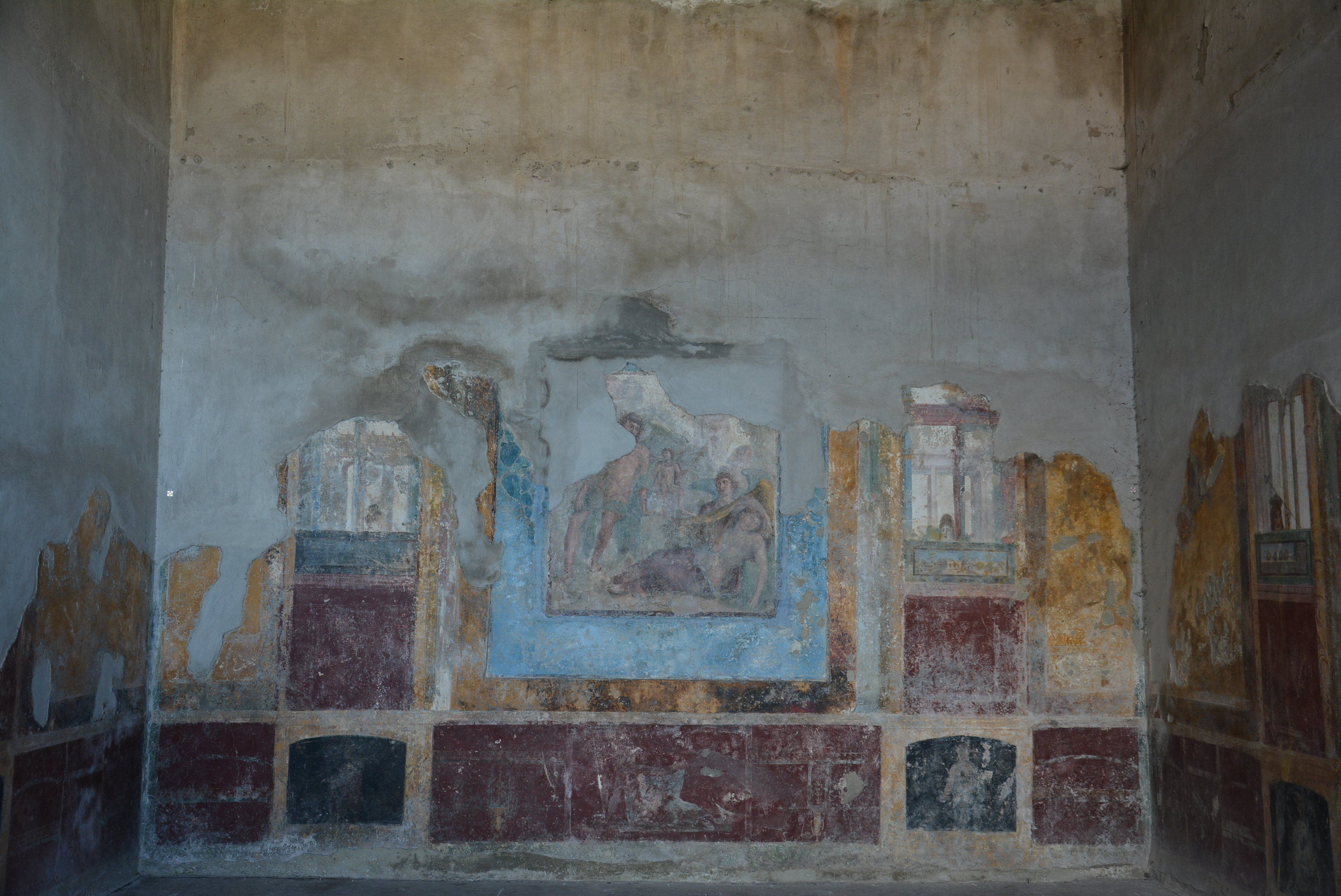
L'affresco di Arianna nell'omonima villa

Stabia entrò quindi ufficialmente sotto il dominio romano, diventando probabilmente pagus di Nuceria Alfaterna: anche se venne ricostruito un piccolo centro urbano dotato di mercato, botteghe e piccole case, la collina dove sorgeva la città andò popolandosi di numerose ville d'otium di proprietà di aristocratici romani, in particolar modo di veterani e ufficiali della flotta di capo Miseno, della quale presumibilmente Stabia ospitava nel suo porto una statio navalis. Pur non conoscendo il nome dei proprietari di queste ville non è da escludere che qualcuna potesse appartenere a uno dei novantuno proprietari illustri romani di residenza in Campania. Tra la fine del I secolo a.C. e l'inizio del I secolo, in piena età imperiale, Stabia andò affermandosi come centro residenziale di lusso, tant'è che Cicerone scriveva in una lettera all'amico Marco Mario Gratidiano:
(Cicerone)
Il fenomeno della costruzione delle ville d'otium lungo tutta la costa del golfo di Napoli in questo periodo era tale che anche Strabone scriveva:
(Strabone)

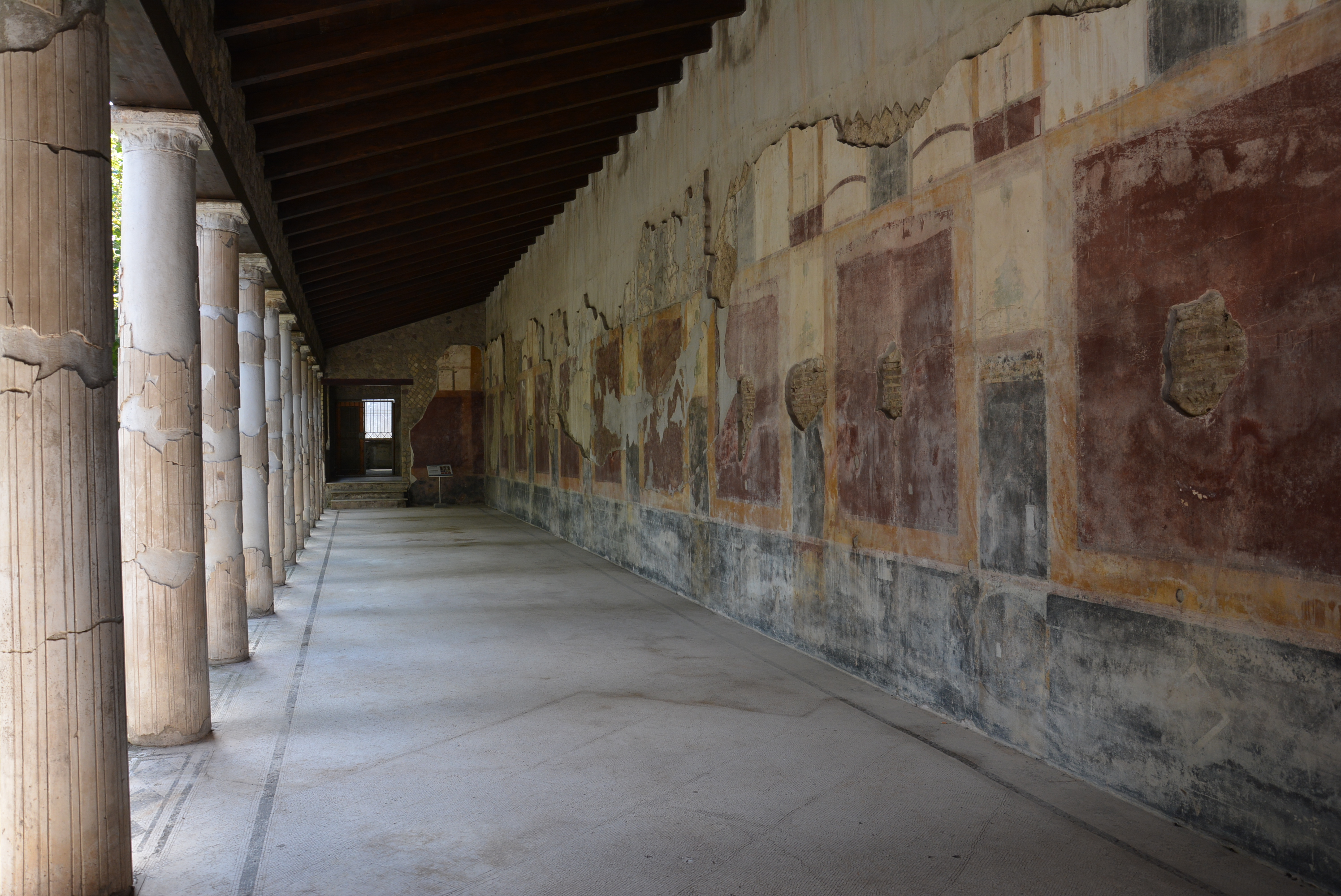
Il peristilio di Villa San Marco

Nel 62 la città venne colpita da un violento terremoto, il quale provocò notevoli danni alle strutture: non erano ancora finiti i lavori di restauro, ritardati da terremoti minori che si verificarono negli anni successivi, che la mattina del 24 agosto del 79, o presumibilmente nei mesi successivi a questa, un'eruzione del Vesuvio seppellì la zona sotto una coltre di circa due metri e mezzo di ceneri e lapilli. Gli effetti dell'eruzione, durante la quale perse la vita sulla spiaggia stabiana Plinio il Vecchio, che era ospite dell'amico Pomponiano da cui si era rifugiato in cerca di riparo, asifissiato dopo aver respirato gas velenosi per essere rimasto troppo a lungo a osservare il fenomeno, furono comunque di entità minore rispetto alle vicine Ercolano e Pompei: la sommità degli edifici, in parte crollati sotto il peso dei materiali piroclastici o oggetti di incendi, rimase scoperta, coprendosi solo negli anni successivi a seguito dei depositi alluvionali; a sostegno dell'ipotesi che l'eruzione nella zona di Stabia fosse stata meno violenta fu anche per il ritrovamento di pochissimi scheletri e ciò fa supporre che, con una caduta di ceneri abbastanza lenta, la popolazione fosse riuscita a mettersi in salvo, per poi forse ritornare alla fine dell'evento per recuperare gli oggetti di valore, impresa piuttosto ardua.

### Periodo post eruzione
Contrariamente a Ercolano e Pompei, dove i danni dell'eruzione furono tali da non consentire in alcun modo il normale svolgimento della vita quotidiana e che portarono quindi allo spopolamento dei siti, a Stabia questa riprende quasi immediatamente. Non si è comunque a conoscenza di dove si sviluppi il nuovo centro: gli archeologi sostengono che possa essere nella zona collinare di Castellammare di Stabia, altri ancora più in alto, nei pressi di Lettere, ipotesi tuttavia molto remota, altri ancora lungo la lingua di terra collina di Varano, lungo la costa, sfruttando in parte la piana che si era creata a seguito dell'eruzione dopo la cenere di pioggia di ceneri e lapilli, dove sorge il centro antico di Castellammare di Stabia. Il motivo di questa ripresa è da spiegarsi nel fatto che Stabia fosse il principale sbocco sul mare di Nuceria Alfaterna, soprattutto dopo che il porto di Pompei diventò impraticabile, ma anche per riattivare l'approdo per un comando militare. Sicuramente già nel 92 la vita nell'area stabiana riprese, in quanto Publio Papinio Stazio scriveva alla moglie: 
(Publio Papinio Stazio)

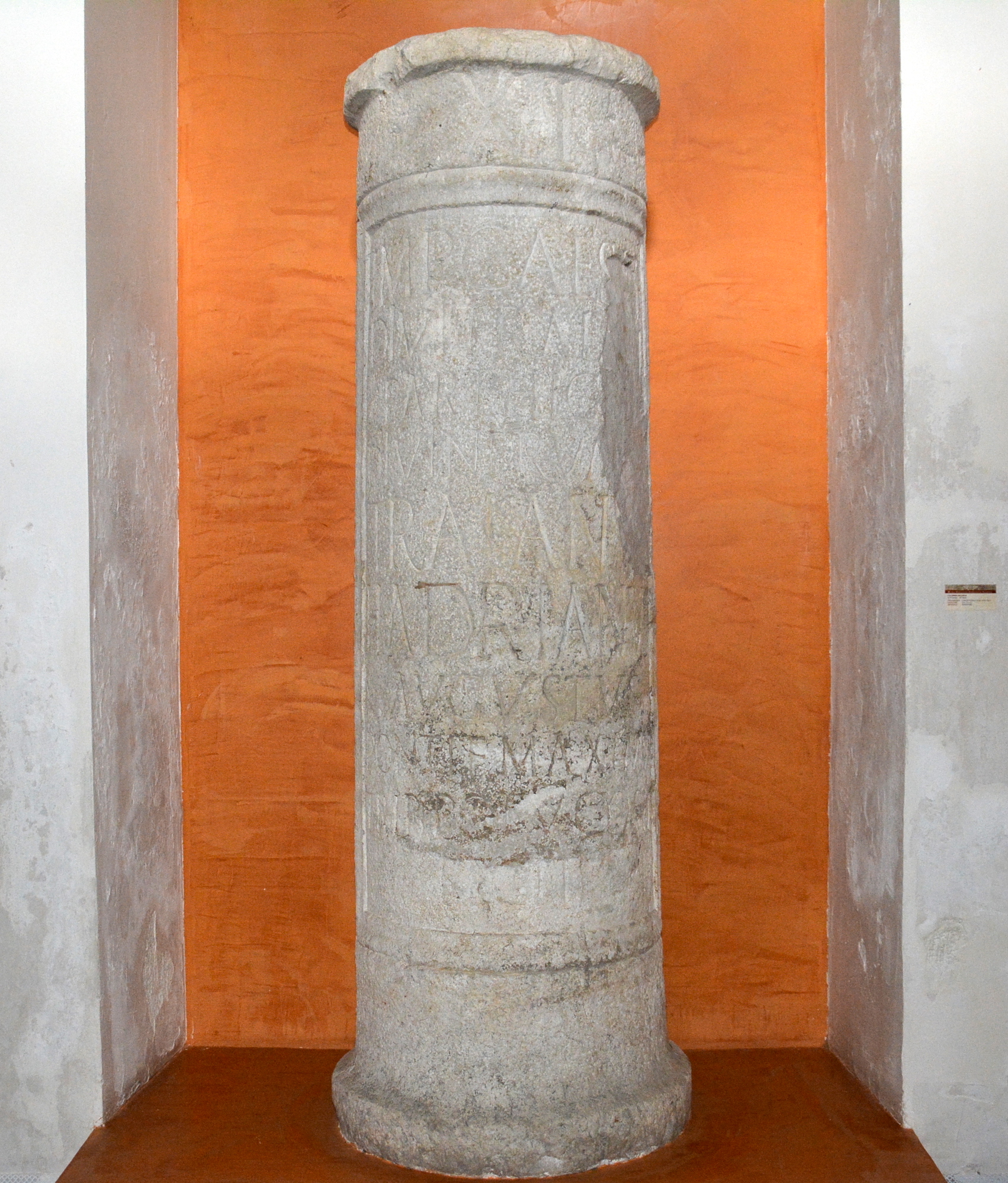
Il cippo miliario che attesta la riapertura della strada da Stabia verso Nuceria Alfaterna e Sorrento nel 121

Altra testimonianza della ripresa delle attività è datata al 121, anno in cui, per volere dell'imperatore Adriano, venne riaperta la strada che conduceva a Nuceria Alfaterna e a Sorrento, come testimoniato da una frase scolpita su un cippo miliario ritrovato nel 1879 durante i lavori di costruzione della cappella in onore di san Catello, nella cattedrale di Castellammare, che insiste su un antico sepolcreto paleocristiano. Proprio lungo quest'asse viario avvenne gradatamente il ripopolamento di Stabia, specie tra il II e il VI secolo: si trattava per lo più di una classe sociale umile, che per le costruzioni di abitazioni utilizzò materiali di reimpiego. Tra il III e il IV secolo, come dimostrato dal ritrovamento di un sarcofago, si ebbero le prime testimonianze della comunità cristiana nel territorio stabiano: seguì quindi, nel V secolo, la formazione della diocesi, con le notizie sui primi vescovi, tra cui, il primo attestato dalle fonti, Orso e Catello, quest'ultimo, vissuto nel VI secolo, divenuto poi patrono di Castellammare di Stabia; nel VI secolo si assistette inoltre, grazie all'arrivo dei benedettini di una forte diffusione del nuovo culto religioso, con la riconversione dei tempi pagani in cristiani. La città venne ancora citata nei documenti di Quinto Aurelio Simmaco ai tempi di Valentiniano I e di Graziano, nel V secolo quando Cassiodoro ne lodò le qualità del latte e quando venne scelta tra quelle città da cui Belisario trasse gente per ripopolare Napoli dopo i rimproveri avuti da papa Silverio per i massacri che aveva compiuto nel centro partenopeo nel VI secolo. Nel 685 la città, insieme ad altre della zona, venne interessata nuovamente da un'eruzione del Vesuvio che causò numerosi danni. Le ultime citazioni di Stabia risalgono al 983 e al 984 in dei documenti per la delimitazione di alcuni terreni. Nel 1086 comparve, anche questa volta in un documento, per la prima volta l'appellativo di Castrum ad Mare, divenuto in seguito Castellammare, a discapito dell'appellativo di Stabia.

## Urbanistica

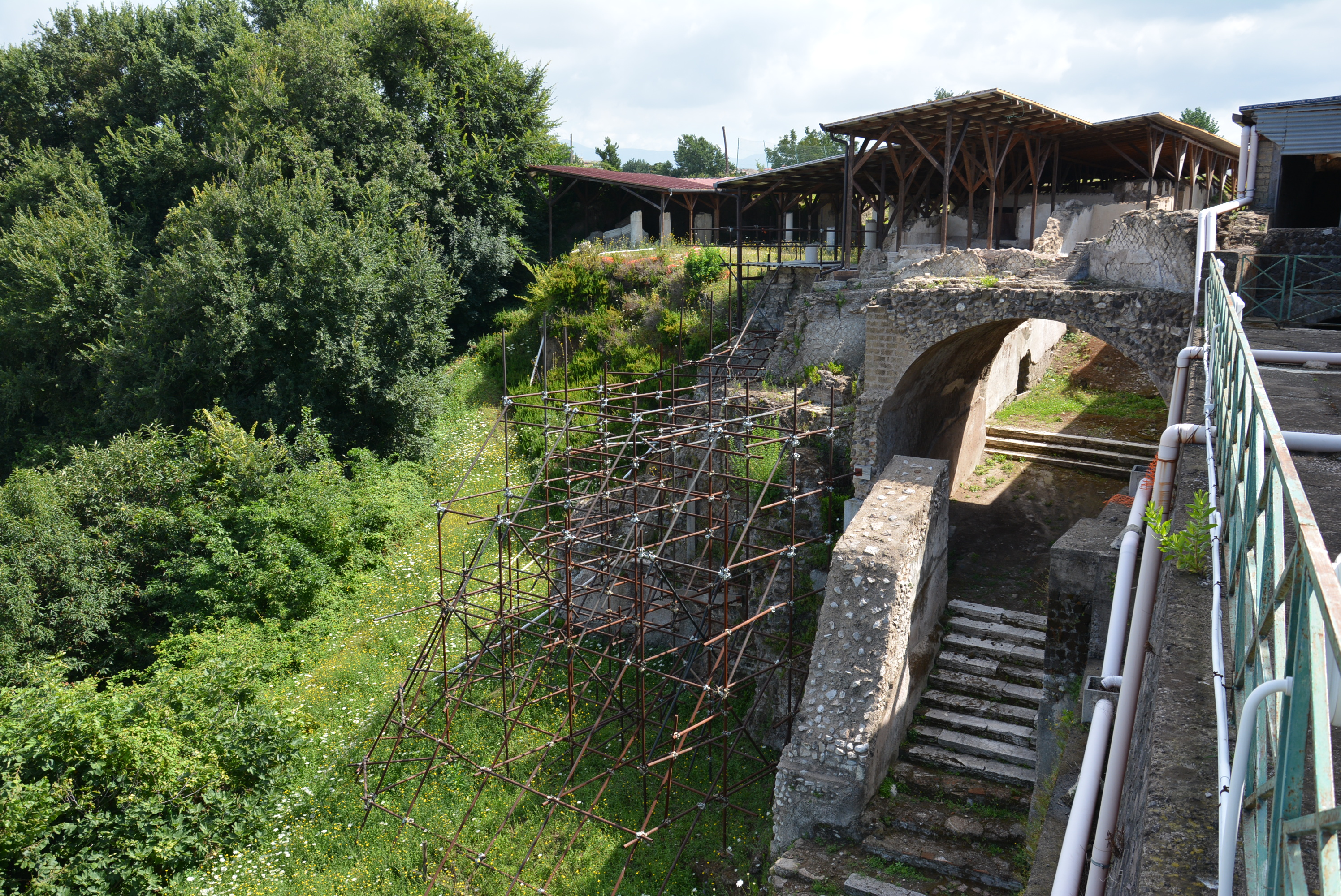
La porta d'ingresso alla città e le terme

Stabia fu una città costiera situata nell'angolo sud est del golfo di Napoli, protetta dalla catena dei monti Lattari e ubicata sulla collina di Varano, un pianoro di ottanta metri di altezza, formatosi dalle ceneri del Vesuvio durante un'eruzione in età preistorica e in seguito solidificatosi in un banco tufaceo, delimitato dalla gola di Scanzano e dal rivo San Marco, che ne ha eroso in parte le pareti: ricco di sorgenti e con un terreno particolarmente fertile con humus prodotto dai materiali alluvionali provenienti dai monti circostanti, fu il posto perfetto per i primi insediamenti umani. Incerta invece fu la posizione di Stabia dopo l'eruzione del Vesuvio del 79: ipotesi remota è quella che l'oppidum sia stato spostato a Lettere, mentre è probabile che la città si sia sviluppata nella zona collinare di Castellammare di Stabia tra Scanzano e Quisisana oppure, come sostenuto da Galeno, lungo la costa, spostata verso Sorrento, in quella zona compresa tra piazza Fontana Grande e la concattedrale, nell'area dove poi si sarebbe sviluppato il centro antico di Castellammare di Stabia, e il sepolcreto paleocristiano rinvenuto sarebbe da considerarsi già fuori dal centro.
Difficile ricostruire come si presentasse Stabia prima della distruzione di Silla: sicuramente era un oppidum, ossia una piccola città fortificata, di cui sono state ritrovate poche tracce di mura di epoca sannitica, situata nell'angolo nord est della collina di Varano, con strade ad angolo retto; fuori dalle mura dovevano esserci piccoli villaggi dediti all'agricoltura e pastorizia. Sempre al periodo pre-distruzione sono attribuiti gli affreschi in primo stile rinvenuti nella costruzione della proprietà Bottoni, non più visibili, e in un cubicolo di Villa Arianna, anche se questo potrebbe datarsi a un periodo immediatamente successivo alla conquista sillana; un'iscrizione ritrovata nel 1762 parla inoltre del restauro del tempio del Genio di Stabia, effettuata ad opera di un augustale di Nuceria Alfaterna e Pompei, un certo Cesio Dafno, subito dopo l'avvento di Silla; e questo edificio doveva trovarsi, come di norma, all'interno delle mura della città: non è dello stesso parere Giuseppe Cosenza il quale sostiene che il tempio è stato restaurato dopo il terremoto del 62, non spiegandosi però come potesse trovarsi al di fuori della cinta muraria. Quasi un'incognita inoltre è l'attività politica prima della conquista romana: mancano infatti riferimenti alle cariche politiche tipiche di un oppidum come il meddix tuticus e kombennion.
Meno lacunosa invece è la fisionomia della Stabia di epoca romana, anche se l'assenza di scavi sistematici moderni rende comunque difficoltosi alcuni aspetti; in particolar modo mancano notizie sul centro urbano a cui bisogna far riferimento ai disegni del 1759 redatti da Karl Jakob Weber: nei pressi di Villa San Marco si riconoscono cinque strade basolate che si intersecano ad angolo retto, il foro o un mercato, un tempio su un podio, una palestra, tabernae con portici, marciapiedi e case private abbastanza umili che suggeriscono la presenza di una popolazione di ceto medio basso. Accanto al centro urbano, lungo il ciglio della collina si sviluppano invece le ville d'otium: di queste ne sono state individuate sei ed erano articolate su più livelli, con ambienti scenografici, ninfei, giardini e collegate tramite galleria alla parte sottostante della collina e quindi alla spiaggia. Nella piana intorno a Stabia si sviluppa il cosiddetto Ager Stabianus, una sorta di zona agricola nella quale sono state individuate una cinquantina di ville rustiche: si tratta di abitazioni che variano dai quattrocento agli ottocento metri quadrati, nelle quali veniva praticata un'agricoltura di tipo intensivo, sfruttando la fertilità del suolo e che nei periodi precedenti all'eruzione, visto l'arricchimento dei proprietari, stavano affiancando alla pars fructuaria, fatta di magazzini e depositi, una di otium, con ambienti termali e sale affrescate. In sostanza la Stabia romana si estendeva in un territorio compreso tra la foce del fiume Sarno a oriente fino ad Aequa a occidente, mentre verso l'entroterra comprendeva gli attuali comuni di Sant'Antonio Abate, Santa Maria la Carità, Gragnano, Casola di Napoli e Lettere, oltre che Castellammare di Stabia; in quel periodo gli abitanti non superavano le cinquemila unità e dato che i ricchi trascorrevano la maggior parte del tempo in città, alloggiando nelle ville stabiane solo per le vacanze, non c'era la necessità di grossi templi né di edifici destinati allo svago e alla pubblica amministrazione. Dal punto di vista amministrativo alla Stabia post sillana venne negato di essere un municipio, annettendola a Nuceria Alfaterna: mancano però notizie certe su questo aspetto, nemmeno rintracciabili nelle epigrafi ritrovate; secondo il vescovo Pio Tommaso Milante Stabia sarebbe potuta essere una prefettura, ma è improbabile visto che tale tipo di organizzazione politica si sarebbe avuta solo dopo il V secolo: è ammissibile che fosse un pagus, così come è accertata l'esistenza di magistrati, tra cui spicca Anterote Eraclone; e la presenza del tempio del Genio può far supporre la presenza di un collegio di augustali. Stabia quindi, oltre a essere luogo di villeggiatura dei ricchi romani, era una zona dedicata all'agricoltura, in particolare dedita alla produzione dell'olio, come si riscontra negli ambienti delle ville della zona dell'Ogliario, ma anche di vino, ortaggi, frutta e alla pastorizia. Importanti inoltre erano le sue sorgenti: con oltre venti milioni di litri di acqua al giorno, ne è testimonianza un muro in opus reticolatum in piazza Fontana Grande per il convogliamento delle acque. Proprio sulle acque Plinio scriveva: 
(Plinio il Vecchio)

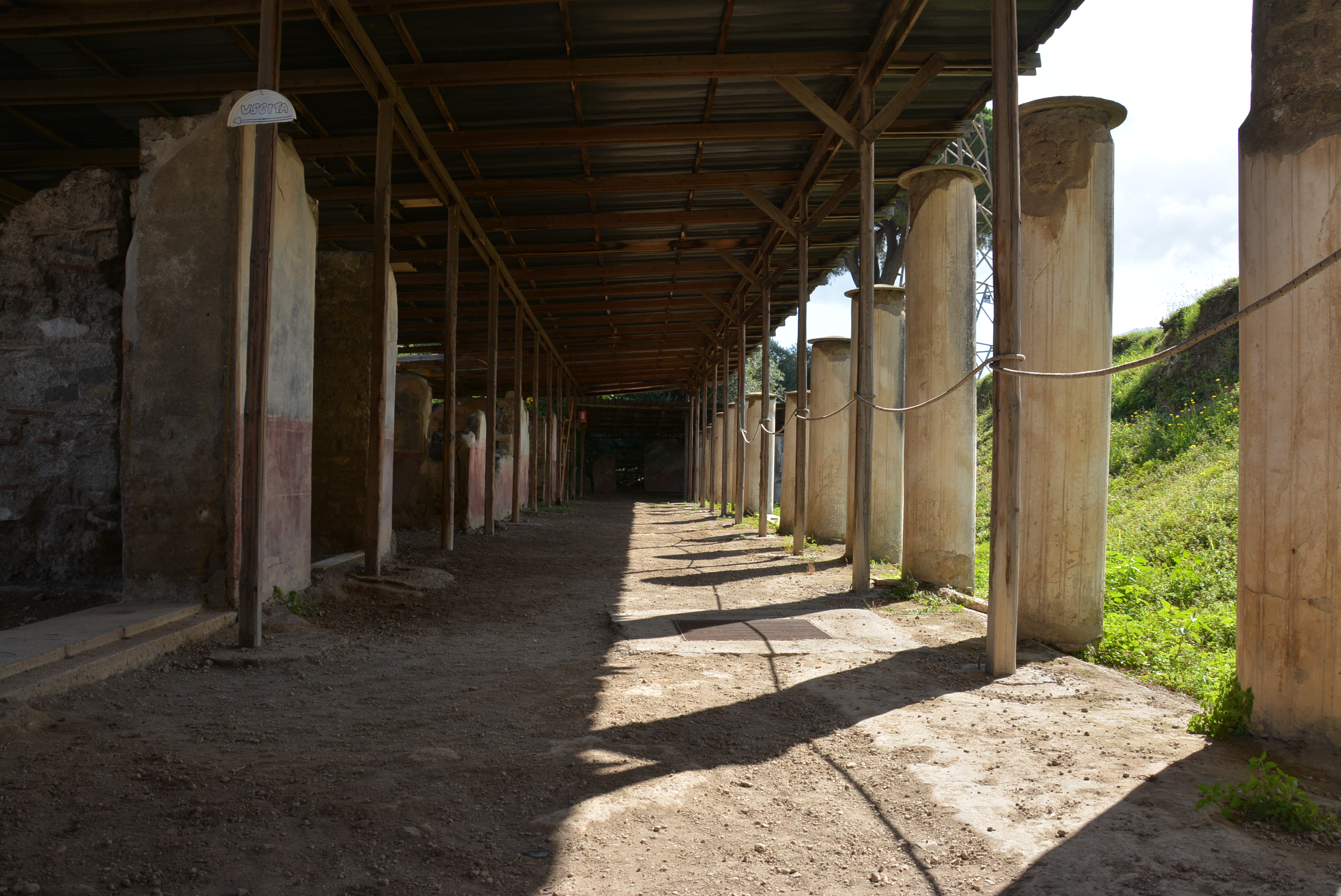
Peristilio del secondo complesso

Anche Lucio Giunio Moderato Columella narrava:
(Lucio Giunio Moderato Columella)
Galeno ne lodava il clima e lo definì un luogo efficace per la cura contro la tubercolosi grazie alle sue acque e al suo latte. Per quanto riguarda la religione, la divinità maggiormente venerata era quella del Genio: notevole anche il culto di Ercole, il cui tempio era sullo scoglio di Rovigliano e a cui ogni anno erano offerti quattro cavalli; tuttavia nessuna divinità primeggiava sulle altre. Nella storia di Stabia non c'è stata alcuna personalità di spicco: lo stesso amico di Plinio, Pomponiano, non era che un semplice amanuense, mentre Elio Audace raggiunse il grado di cavaliere.

## Scavi archeologici

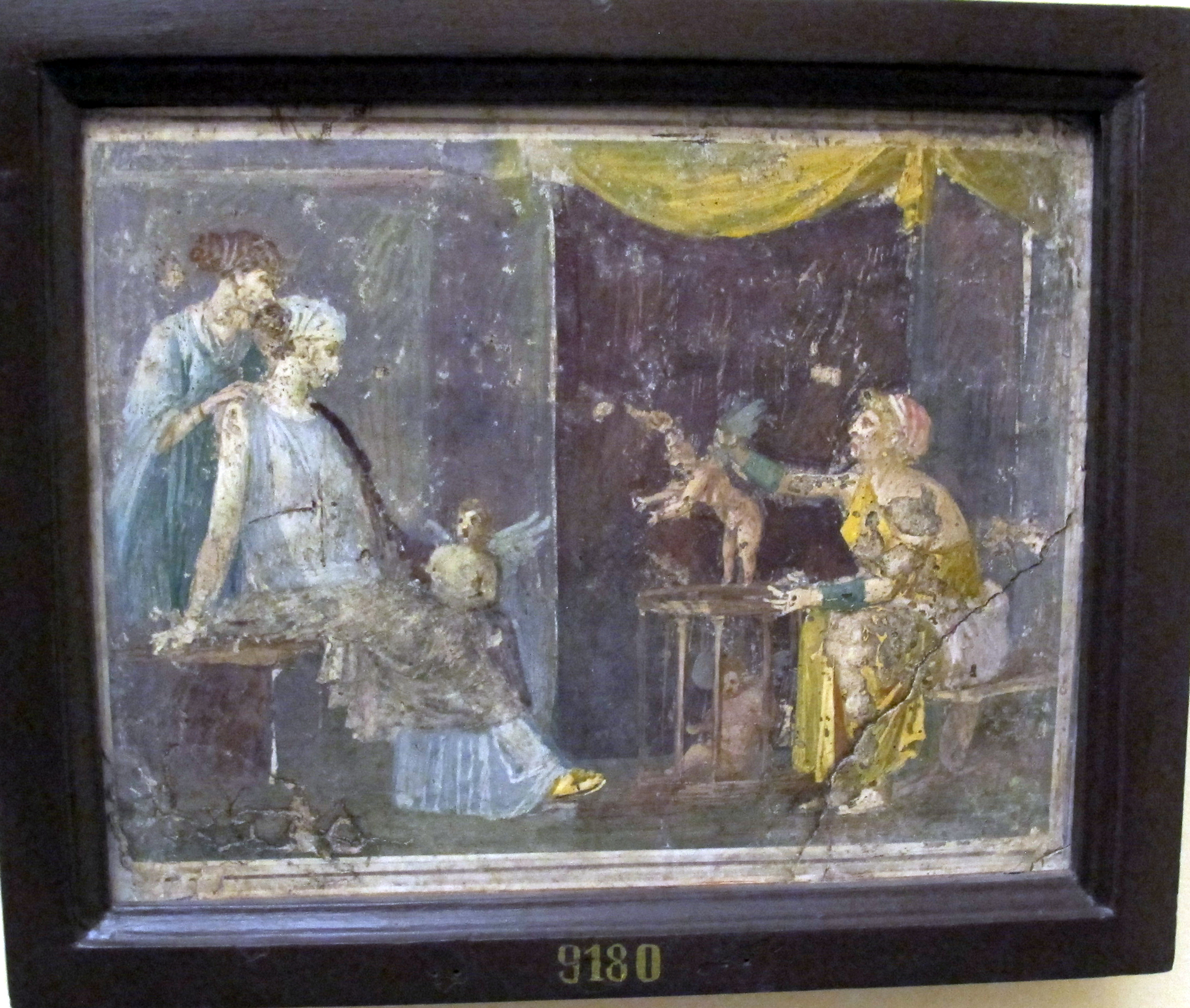
La Venditrice di amorini

Dopo primi ritrovamenti sporadici e casuali nel corso del XVI e XVII secolo, i primi scavi archeologici sulla collina di Varano per ritrovare le vestigia di Stabia iniziarono ufficialmente il 7 giugno 1749 per volere di re Carlo III di Spagna: così come per Pompei ed Ercolano le indagini nacquero dall'esigenza di fornire uno strumento per aumentare il prestigio in Europa della dinastia borbonica. Gli scavi furono condotti da Roque Joaquín de Alcubierre e Karl Jakob Weber, i quali, mediante cunicoli, esplorarono le ville spogliandole di suppellettili e staccando le pitture che ritenevano importanti, per portarle alla reggia di Portici prima e al museo archeologico nazionale di Napoli successivamente. La prima sessione di scavi terminò nel 1762, mentre una seconda si ebbe tra il 1775 e il 1782. Quasi nulla fu l'attività durante il XIX secolo, se non il ritrovamento dell'area Christianorum al di sotto della concattedrale, esplorata tra il 1875 e il 1879. Nonostante altri ritrovamenti sporadici, un'attività sistematica di scavo si ebbe solo a partire dal 1950, a opera del preside Libero D'Orsi, il quale riportò alla luce alcune ville sia nella zona di Varano che nelle campagne circostanti: nel corso degli anni successivi alcune di queste vennero nuovamente seppellite, mentre altre, dopo opportuni restauri, furono aperte al pubblico.
Le ville visitabili sono Villa San Marco, Villa Arianna e il secondo complesso, tutte con zone ancora da esplorare: le decorazioni pittoriche presenti all'interno di esse variano dal secondo al terzo e al quarto stile e i temi principali sono quelli architettonici e vegetali, oltre a paesaggi e animali; tra le pitture più celebri spiccano la Flora e la Venditrice di amorini, entrambe provenienti da Villa Arianna: si tratta di pitture a figure nuove o che si avvicinano a quelle di Roma. Pochi invece sono i reperti rinvenuti, forse a causa della scarsa frequentazione delle ville, in restauro: si tratta per lo più di attrezzi agricoli, pezzi di ceramica, oggetti in ferro, poche anfore e lucerne, così come scarsissime le statue. I reperti sono conservati al Museo archeologico nazionale di Napoli, all'Antiquarium stabiano, chiuso in attesa di nuova ricollocazione, e al Museo diocesano sorrentino-stabiese.